# María dos Prazeres
María dos Prazeres, escrito originalmente en 1979, es el séptimo del compendio de doce cuentos escritos y redactados por el escritor Gabriel García Márquez a lo largo de dieciocho años, que conforman el libro llamado Doce cuentos peregrinos.
La obra narra la vida de una anciana brasileña que, al soñar con su muerte cercana, se prepara meticulosamente para ella. Compra su tumba, entrena a su perro Noi para que encuentre su lápida, y reflexiona sobre su vida como prostituta. Un día, un encuentro inesperado con un hombre rompe su rutina y deja abierta la posibilidad de un cambio en sus últimos días. El cuento aborda la soledad, la vejez y la dignidad con el estilo único de Gabriel García Márquez.

## Argumento
María dos Prazeres tiene setenta y seis años. Está esperando la muerte por un sueño que tuvo. Estaba segura de que se moriría antes de Navidad, por lo cual le encarga a un vendedor de entierros, que la entierren en un lugar tranquilo y seguro, por el cual no corra ningún río y no haya inundaciones. El vendedor le asegura que será como ella lo dispone, y al despedirse de María observó extrañado que al perrito de la señora, que llegaba de la calle, le salían lágrimas que rodaban por su hocico. Ella le dice al vendedor que los animalitos son aquellos capaces de aprender todo lo que se les enseña.
Después de mucho tiempo, logra enseñarle a Noi, su perrito, cómo distinguir su nombre en la tumba, cómo ponerse a llorar, así como el camino desde su casa hasta el cementerio.
El domingo habría de ser el ensayo final. María pudo ver a su perrito alejarse tal como ella le había enseñado, llegar al cementerio y ponerse a llorar junto a la tumba. De esta manera María Dos Prazeres estaba segura de dejar atrás el temor de no tener a nadie que llorara por ella sobre su tumba.
María Dos Prazeres conoce más tarde a una niña, a quién le confía a Noi para cuando ella ya no esté, comprometiéndola con el deber de que permitiera salir al perrito los días domingo, porque tenía que ir al lugar que ya conocía en el cementerio.
Cierto día, mientras esperaba que escampe para poder regresar a su casa, se detiene de pronto un automóvil cuyo conductor se ofrece a llevarla. Ella acepta, y así es como conoce a un hombre que la hace sentir viva una vez más, experimentando sentimientos que creía olvidados. María descubre que valió la pena vivir tanto tiempo en la oscuridad esperando la muerte, aunque solo hubiera sido para vivir aquel instante.